# Ana Vidović
Ana Vidović (sinh ngày 8 tháng 11 năm 1980 ở Karlovac, Croatia) là một nữ nghệ sĩ guitar cổ điển tài năng người Croatia .

## Tiểu sử
Được coi là một thần đồng, Ana bắt đầu chơi guitar khi mới 5 tuổi, với cảm hứng từ anh trai Viktor cũng chơi guitar. Cha cô là một nghệ sĩ guitar điện. Cô bắt đầu biểu diễn năm 8 tuổi và đến năm 11 tuổi đã biểu diễn quốc tế. Năm 13 tuổi Vidović trở thành học viên trẻ nhất tại Học viện Âm nhạc Quốc gia danh giá ở Zagreb, dưới sự hướng dẫn của Istvan Romer. Ana cũng từng theo học Đại học Zagreb. Với danh tiếng của mình, cô được mời học ở Peabody Conservatory ở Baltimore, Mỹ, với Manual Barrueco. Sau khi tốt nghiệp vào tháng 5 năm 2003, Ana ở lại Mỹ và trở thành một giáo viên dạy guitar tư.
Vidović chỉ chơi duy nhất một cây đàn hiệu Jim Redgate và phát biểu rằng "Ngay từ khi có cây đàn này, tôi đã biết rằng đây là cây đàn tôi muốn chơi lâu dài" .
Cô đã cho ra 6 CD do Croatia Records, BGS và Naxos phát hành và 2 DVD do Mel Bay phát hành.

## Đỉa nhạc
CDs
- Ana Vidovic, Croatia Records, 1994
- Ana Vidovic - Gitara, Croatia Records, 1996
- Guitar Recital, Naxos Laureate Series, 1998
- The Croatian Prodigy, BGS, 1999
- Ana Vidovic Live!, Croatia Records, 2001
- Federico Moreno Torroba Guitar Music Vol. 1, Naxos, 2007

Videos
- Ana Vidovic-Guitar Virtuoso: A Live Performance and Interview! Mel Bay Prod., 2006